# Lyssa dilutus
Lyssa dilutus är en fjärilsart som beskrevs av Johannes Karl Max Röber 1927. Lyssa dilutus ingår i släktet Lyssa och familjen Uraniidae. Inga underarter finns listade i Catalogue of Life.